# Liste der Royal Consorts der englischen Monarchen

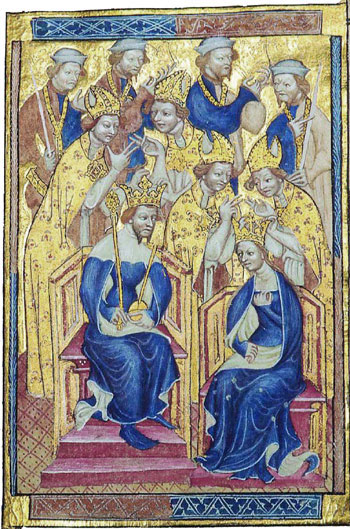
The coronation of a king and queen aus dem Liber Regalis, Krönungshandschrift (14. Jhd.)

Die Liste der Royal Consorts der englischen Monarchen listet chronologisch alle uns bis heute bekannten Ehepartner der englischen Monarchen auf, wobei dazu sowohl die Monarchen der angelsächsischen Kleinkönigreiche während der Heptarchie, als auch die des seit circa 926 bestehenden Königreiches England zählen. Nicht in der Liste enthalten sind die aus eigenem Recht regierenden Königinnen (Queen Regnants) von England (siehe → Liste der Herrscher Englands), diejenigen Ehepartner der englischen Monarchen, die vor deren Thronbesteigung starben, sowie Isabel von Gloucester († 1217), deren Ehe mit Johann Ohneland kurz vor oder nach dessen Thronbesteigung annulliert wurde.
Die Ehegattin des englischen Königs wird in der Regel als Queen Consort bzw. oftmals auch nur als Queen bezeichnet. Frauen als regierende Königinnen (Queen Regnant) sind seltener, weshalb es für die Position eines männlichen Royal Consort auch an einer festgelegten Bezeichnung fehlt. Der übliche Titel für die englischen Queens Consort war Queen consort of England und ab 1543 Queen consort of England and Ireland. Ab 1603 lautete der Titel Queen consort of England, Scotland and Ireland, da von diesem Zeitpunkt an England und Schottland in Personalunion regiert wurden.
Mit dem Zusammenschluss der Königreiche von England und Schottland im Jahr 1707 zum Königreich Großbritannien gibt es keine englischen, sondern nur noch Britische Royal Consorts (siehe → Liste der Royal Consorts der britischen Monarchen).

## Die englischen Royal Consorts bis 1066

### Legende
- Queen Consort: Nennt den Namen und das Sterbedatums der Queen Consort insofern bekannt. Steht ein ? vor einer Angabe, so ist diese nur unsicher, bei einem ca. nur ungefähr belegt.
- Herkunft: Nennt die Eltern bzw. andere bekannte Angaben zur Herkunft.
- Heirat: Nennt das Datum der Heirat. Steht ein ? vor einer Angabe, so ist diese nur unsicher, bei einem ca. nur ungefähr belegt.
- König: Nennt den Namen und die Herrschaftszeit des mit der Queen Consort in (ehelicher) Verbindung stehenden Königs.
- Anmerkungen: Nennt Besonderheiten der jeweiligen Queen Consort, z. B. Angaben zu ihrer eventuellen Krönung.

### Liste der Queens Consort der englischen Königreiche (ab dem 6. Jhd.)
Während der sogenannten Heptarchie entwickelten sich mit dem Ende des 6. Jahrhunderts mehrere miteinander konkurrierende angelsächsische Kleinkönigreiche in England. Von den wenigsten dieser frühen englischen Könige weiß man, ob sie eine „Königin“ an ihrer Seite hatten. Auch von den uns heute bekannten und hier aufgelisteten Consorts fehlen meist wichtige Angaben wie Namen, Geburts- und Sterbedaten und selbst die Existenz einer ehelichen Verbindung ist oftmals ungewiss.
| Queen Consort                     | Herkunft                                                                                            | Heirat            | König                        | Anmerkung | Anmerkung |
| --------------------------------- | --------------------------------------------------------------------------------------------------- | ----------------- | ---------------------------- | --- | --------- |
| Königreich Kent                   | |                   |                              | |           |
| Bertha † nach 600                 | Tochter von Charibert I., König von Paris und Ingoberga.                                            | vor 597 (ca. 580) | Æthelberht I. (560–616)      | — |           |
| ?                                 | —                                                                                                   | —                 | Æthelberht I. (560–616)      | Quellen nach 1066 zufolge heiratet Eadbald seines Vaters Witwe (wahrscheinlich nicht seine Mutter Bertha).      |           |
| ?                                 | —                                                                                                   | —                 | Eadbald (616–640)            | Quellen nach 1066 zufolge heiratet Eadbald seines Vaters Witwe (wahrscheinlich nicht seine Mutter Bertha).      |           |
| Emma                              | Tochter eines fränkischen Königs.                                                                   | ? ca. 620         | —                            | |           |
| Seaxburg (Sexburh)                | Tochter von Anna, König von East Anglia.                                                            | ? ca. 640         | Earconberht (640–664)        | — |           |
| Cynegyth † ca. 694                | —                                                                                                   | ? ca. 691         | Wihtred (690–725)            | — |           |
| Æthelburh † ? 700                 | —                                                                                                   | ? ca. 696         | Wihtred (690–725)            | — |           |
| Werburh                           | —                                                                                                   | ? ca. 700         | Wihtred (690–725)            | — |           |
| Königreich East Anglia            | |                   |                              | |           |
| Hereswith                         | Schwester von Hild, Äbtissin von Whitby                                                             | —                 | Æthelhere (654–655)          | — |           |
| Königreich Sussex                 | |                   |                              | |           |
| Eafa                              | Tochter von Eanfrith, König der Hwicce.                                                             | —                 | Æthelwalh (vor 674–680/685)  | — |           |
| Königreich Deira                  | |                   |                              | |           |
| Cwenburh                          | Tochter von Cearl, König von Mercia.                                                                | ? ca. 615         | Edwin (616–633)              | — |           |
| Æthelburg genannt Tate † nach 625 | Tochter von Æthelberht I., König von Kent.                                                          | 625               | Edwin (616–633)              | — |           |
| Königreich Bernicia               | |                   |                              | |           |
| Bebba                             | —                                                                                                   | —                 | Æthelfrith (592/593–616)     | Beda benennt eine Bebba, sagt aber nicht wessen Königin sie ist.                                                |           |
| Acha                              | Tochter von Ælle, König von Deira.                                                                  | —                 | Æthelfrith (592/593–616)     | — |           |
| ?                                 | —                                                                                                   | —                 | Eanfrith (633/634–634)       | Entstammt vielleicht aus dem Königshaus der Pikten.                                                             |           |
| ? (Cyneburh)                      | Tochter von Cynegils, König von Wessex.                                                             | ca. 635           | Oswald (634–642)             | — |           |
| Rhiainfellt                       | Tochter von Rhwyth, Sohn von Rhun.                                                                  | ca. 635           | Oswiu (642–670)              | † (oder getrennt) nach 642                                                                                      |           |
| Eanflæd                           | Tochter von Edwin, König von Deira und Æthelburg.                                                   | ca. 643           | Oswiu (642–670)              | — |           |
| Königreich Northumbria            | |                   |                              | |           |
| Æthelthryth † ca. 679.            | Tochter von Anna, König von East Anglia. Trennung nach 12 Jahren (um 672).                          | ? 660             | Ecgfrith (670–685)           | — |           |
| Iurminburg (Eormenburh)           | —                                                                                                   | vor 678 (ca. 671) | Ecgfrith (670–685)           | — |           |
| Cuthburh                          | Schwester von Ine, König von Wessex.                                                                | —                 | Aldfrith (686–705)           | — |           |
| Æthelthryth                       | —                                                                                                   | 1. November 762   | Æthelwald Moll (758–765)     | — |           |
| Osgearn (Osgifu?)                 | —                                                                                                   | 768               | Ealchred (765–774)           | — |           |
| ?                                 | —                                                                                                   | —                 | Æthelred I. (774–779)        | — |           |
| Ælfflæd                           | Tochter von Offa, König von Mercia.                                                                 | 29. September 792 | Æthelred I. (774–779)        | — |           |
| Königreich Jórvík                 | |                   |                              | |           |
| ?                                 | —                                                                                                   | —                 | Sihtric der Blinde (921–927) | --- |           |
| ?                                 | Schwester von Æthelstan, König von Wessex                                                           | 30. Januar 926    | Sihtric der Blinde (921–927) | — |           |
| Königreich Mercia                 | |                   |                              | |           |
| Cynewise oder Heledd              | |                   | Penda (626/632–655)          | ⚭ ? ca. 635 aus Powys                                                                                           |           |
| Ahlflæd oder                      | Tochter von Oswiu, König von Bernicia.                                                              | —                 | Peada (655–656)              | — |           |
| Eormenhilda                       | —                                                                                                   | —                 | Wulfhere (658–675)           | — |           |
| Osthryth † 697                    | Tochter von Oswiu, König von Northumbria.                                                           | ? ca. 674         | Æthelred (675–704)           | Wurde ermordet.                                                                                                 |           |
| Cynethryth                        | —                                                                                                   | vor 770           | Offa (757–796)               | Erscheint mit ihrem Porträt auf Münzen                                                                          |           |
| Ælfthryth                         | —                                                                                                   | —                 | Cenwulf (796–821)            | In unseriöser Urkunde von 799 heißt Cenwulf's Königin Cenegitha.                                                |           |
| Cynethryth                        | —                                                                                                   | —                 | Wiglaf (827–840)             | — |           |
| Sæthryth                          | —                                                                                                   | —                 | Beorhtwulf (840–852?)        | — |           |
| Æthelswith † 888                  | Tochter von Æthelwulf, König von Wessex.                                                            | —                 | Burgred (852?–873/4)         | In Pavia 888 begraben.                                                                                          |           |
| Æthelflæd † 12. Juni 918          | Tochter von Alfred, König von Wessex.                                                               | 886/7             | Æthelred II. (879–911)       | Herrscht nach ihrem Mann von 911 bis 918. Begraben in Gloucester.                                               |           |
| Königreich Wessex                 | |                   |                              | |           |
| ?                                 | Schwester von Penda, König von Mercia.                                                              | —                 | Cenwalh (642–645) (648–672)  | — |           |
| Seaxburg † nach 674               | —                                                                                                   | —                 | Cenwalh (642–645) (648–672)  | Scheint nach Tod ihres Mannes von 672 bis 674 regiert zu haben (man schätzt ihre Herrschaft auf etwa ein Jahr). |           |
| ?                                 | Schwester von Eormenburh (consort von Ecgfrith, König von Northumbria).                             | —                 | Centwine (676–685)           | — |           |
| ? Cynethryth                      | —                                                                                                   | —                 | Caedwalla (685–688)          | In falscher Canterbury Charter datiert auf 687 erscheint sie als Kenedtitha.                                    |           |
| Æthelburh                         | —                                                                                                   | —                 | Ine (688–726)                | — |           |
| ? Frithugyth                      | —                                                                                                   | —                 | Æthelheard (726–740)         | In mehreren Quellen erwähnt, aber nicht ausdrücklich als consort von Æthelheard angegeben.                      |           |
| Eadburh † ? 820                   | Tochter von Offa, König von Mercia.                                                                 | 789               | Beorhtric (786–802)          | — |           |
| Redburga                          | War fränkische Prinzessin.                                                                          | vor 802           | Egbert (802–839)             | — |           |
| Osburh † vor 855                  | Tochter von Oslac (? of Hampshire.)                                                                 | 820?              | Æthelwulf (839–856)          | |           |
| Judith † ? nach den 870ern        | Tochter von Karl dem Kahlen, König des Westfrankenreichs.                                           | 1. Oktober 856    | Æthelwulf (839–856)          | 856 in Verberie gekrönt.                                                                                        |           |
| Judith † ? nach den 870ern        | Tochter von Karl dem Kahlen, König des Westfrankenreichs.                                           | 858               | Æthelbald (855–860)          | — |           |
| Ealhswith † 902                   | Tochter von Æthelred ’Mucill’, ealdorman der ’Gaini’, und Eadburg de regali genere Merciorum regis. | 868               | Alfred (871–899)             | — |           |
| ? Ecgwynn                         | —                                                                                                   | —                 | Eduard der Ältere (899–924)  | Ihr Name nur von Autoren nach 1066 bezeugt.                                                                     |           |
| Ælfflæd                           | Tochter von ealdorman Æthelhelm.                                                                    | ca. 901           | Eduard der Ältere (899–924)  | † oder getrennt vor ca. 920                                                                                     |           |
| Eadgifu von Kent † 966/967        | Tochter von ealdorman Sigehelm.                                                                     | ca. 920           | Eduard der Ältere (899–924)  | — |           |

### Liste der Queens Consort von England (927–1066)
Über den Zeitpunkt der Entstehung des Königreiches England gibt es unterschiedliche Meinungen. Spätestens seit der Eroberung von Northumbria durch Æthelstan, König von Wessex und Mercia, im Jahr 927 sah man die Existenz eines einzigen englischen Königreiches als gegeben an. Damit gab es auch die ersten Königinnen von England. Von den 15 Königen von England vor der Normannischen Eroberung Englands im Jahr 1066 scheinen 5 nicht geheiratet zu haben, dies waren Æthelstan (924–939), Eadred (946–955), Eduard der Märtyrer (975–978), Hardiknut (1035/1040–1042) und Edgar Ætheling (1066).
|                                       |                                                                 |                   |                                            | | |  |  |
| Haus Wessex                           |                                                                 |                   |                                            | | |  |  |
| Ælfgifu von Shaftesbury † 944         | ?                                                               | ?                 | Edmund I. (939–946)                        | † ca. 944 | † ca. 944 |  |  |
| Æthelflæd von Damerham                | Tochter von Ealdorman Ælfgar.                                   | ⚭ ca. 944         | Edmund I. (939–946)                        | --- | --- |  |  |
| Ælfgifu                               | Tochter von Æthelgifu.                                          | 956 oder früh 957 | Eadwig (955–959)                           | --- | --- |  |  |
| Æthelflæd † ca. 965                   | Tochter von Ealdorman Ordmær.                                   | ca. 959           | Edgar (959–975)                            | --- | --- |  |  |
| Wulfthryth                            | ?                                                               | ?                 | Edgar (959–975)                            | --- | --- |  |  |
| Ælfthryth † 1002                      | Tochter von Ealdorman Ordgar und Witwe von Ealdorman Æthelwold. | 965               | Edgar (959–975)                            | Wurde zusammen mit Edgar am 11. Mai 973 in Bath Abbey von Dunstan, Erzbischof von Canterbury und Oswald, Erzbischof von York gekrönt. | Wurde zusammen mit Edgar am 11. Mai 973 in Bath Abbey von Dunstan, Erzbischof von Canterbury und Oswald, Erzbischof von York gekrönt. |  |  |
| Ælfgifu von York                      | Tochter von Ealdorman Thored.                                   | ?                 | Æthelred (978–1013) (1013–1016)            | --- | --- |  |  |
| Emma von der Normandie † 6. März 1052 | Tochter von Richard I., Herzog der Normandie.                   | 1002              | Æthelred (978–1013) (1013–1016)            | Erste Ehe. | Erste Ehe. |  |  |
| Ealdgyth                              | Witwe von Sigeferth, "Thane der Seven Boroughs".                | 1015              | Edmund II. (April–November 1016)           | Bei Johannes von Worcester erwähnt.                                                                                                   | Bei Johannes von Worcester erwähnt.                                                                                                   |  |  |
| Haus Dänemark                         |                                                                 |                   |                                            | | |  |  |
| Emma von der Normandie † 6. März 1052 | Witwe von Æthelred.                                             | Juli 1017         | Knut der Große (1016–1035)                 | Zweite Ehe. | Zweite Ehe. |  |  |
| Ælfgifu                               | ?                                                               | ?                 | Harald I. 1035/1036–1040                   | Nur Name bekannt. | Nur Name bekannt. |  |  |
| Haus Wessex                           |                                                                 |                   |                                            | | |  |  |
| Edith von Wessex † 1075               | Tochter von Godwin, Earl of Wessex.                             | 23. Januar 1045   | Eduard der Bekenner 1042–1066              | Wurde im Januar 1045 in der Winchester Cathedral von Eadsige, Erzbischof von Canterbury gekrönt.                                      | Wurde im Januar 1045 in der Winchester Cathedral von Eadsige, Erzbischof von Canterbury gekrönt.                                      |  |  |
| Eadgyth Swanneshals                   | ?                                                               | ?                 | Harald II. Godwinson Januar – Oktober 1066 | Konkubine Harald's. | Konkubine Harald's. |  |  |
| Ealdgyth von Mercia                   | Tochter von Ælfgar, Earl von Mercia.                            | 1066              | Harald II. Godwinson Januar – Oktober 1066 | --- | --- |  |  |

## Die englischen Royal Consorts ab 1066

### Legende
Die männlichen Royal Consorts sind in der Auflistung anders als ihre weiblichen Gegenstücke, die Queens Consort, blau unterlegt.
- Royal Consort

- Bild: Zeigt ein Porträt des jeweiligen Royal Consort. Wo möglich wurde das von der Datierung der tatsächlichen Lebenszeit am nächsten kommende Porträt ausgewählt.
- Name: Nennt den im Deutschen und Englischen üblichen Namen sowie die Lebensdaten der Royal Consorts.
- Dauer: Nennt den Zeitraum, während dessen die Person Royal Consort eines englischen Monarchen war.

- Krönung[7]

- Datum: Nennt das Datum der Krönung zur „Queen Consort“.
- Ort: Nennt den Ort der Krönung zur „Queen Consort“.

- verheiratet mit

- Name: Nennt den Namen, die Herrschaftszeit sowie die Lebensdaten des mit dem Royal Consort in ehelicher Verbindung stehenden englischen Monarchen.
- Datum: Nennt das Datum der Heirat mit dem jeweiligen englischen Monarchen.
- Bild: Zeigt ein Porträt des jeweiligen englischen Monarchen, mit dem der Royal Consort in ehelicher Verbindung steht. Wo möglich wurde das von der Datierung der tatsächlichen Lebenszeit am nächsten kommende Porträt ausgewählt.

### Liste der Royal Consorts von England (1066–1558)
Von den 24 bzw. mit Matilda 25 Monarchen von England bis zur Personalunion zwischen den Königreichen England und Schottland im Jahr 1603 haben 4 nie geheiratet, dies waren Wilhelm II. (1087–1100), Eduard V. (1483), Eduard VI. (1547–1553) und Elisabeth I. (1558–1603).
| Royal Consort                    | Royal Consort                                                                          | Royal Consort                    | Krönung                 | Krönung                                 | verheiratet mit                                                          | verheiratet mit     | verheiratet mit |
| Bild                             | Name                                                                                   | Dauer                            | Datum                   | Ort                                     | Name                                                                     | Datum               | Bild            |
| -------------------------------- | -------------------------------------------------------------------------------------- | -------------------------------- | ----------------------- | --------------------------------------- | ------------------------------------------------------------------------ | ------------------- | --------------- |
| Haus Normandie                   |                                                                                        |                                  |                         |                                         |                                                                          |                     |                 |
|                                  | Mathilde von Flandern (engl. Matilda of Flanders) * um 1031 † 2. November 1083         | 1066–1083                        | 11. Mai 1068            | Westminster Abbey                       | Wilhelm I. der Eroberer (1066–1087) * um 1027/28 † 9. September 1087     | um 1052             |                 |
|                                  | Mathilde (Edith) von Schottland (engl. Matilda of Scotland) * um 1080 † 1. Mai 1118    | 1100–1118                        | 11. November 1100       | Westminster Abbey                       | Heinrich I. (1100–1135) * 1068 † 1. Dezember 1135                        | 11. November 1100   |                 |
|                                  | Adelheid von Löwen (engl. Adeliza of Louvain) * um 1103 † 23. April 1151               | 1121–1135                        | 30. Januar 1121         | Westminster Abbey                       | Heinrich I. (1100–1135) * 1068 † 1. Dezember 1135                        | 24. Januar 1121     |                 |
|                                  | Mathilda von Boulogne (engl. Matilda of Boulogne) * um 1103 † 3. Mai 1152              | 1135–1152                        | 22. März 1136           | Westminster Abbey                       | Stefan von Blois (1135–1154) * um 1096 † 25. Oktober 1154                | um 1125             |                 |
| Haus Plantagenet                 |                                                                                        |                                  |                         |                                         |                                                                          |                     |                 |
| Direkte Linie: Anjou-Plantagenet |                                                                                        |                                  |                         |                                         |                                                                          |                     |                 |
|                                  | Eleonore von Aquitanien (engl. Eleanor of Aquitaine) * um 1122 † 1. April 1204         | 1154–1189                        | 19. Dezember 1154       | Westminster Abbey                       | Heinrich II. (1154–1189) * 5. März 1133 † 6. Juli 1189                   | 18. Mai 1152        |                 |
| zusammen mit Gemahl              | Eleonore von Aquitanien (engl. Eleanor of Aquitaine) * um 1122 † 1. April 1204         | 1154–1189                        |                         |                                         | Heinrich II. (1154–1189) * 5. März 1133 † 6. Juli 1189                   | 18. Mai 1152        |                 |
|                                  | Berengaria von Navarra (engl. Berengaria of Navarre) * um 1163 † 23. Dezember 1230     | 1191–1199                        | 12. Mai 1191            | Kapelle von St. Georg, Limassol, Zypern | Richard I. Löwenherz (1189–1199) * 8. September 1157 † 6. April 1199     | 12. Mai 1191        |                 |
|                                  | Isabella von Angoulême (engl. Isabella of Angoulême) * um 1188 † 4. Juni 1246          | 1200–1216                        | 8. Oktober 1200         | Westminster Abbey                       | Johann Ohneland (1199–1216) * 24. Dezember 1166 † 18./19. Oktober 1216   | 24. August 1200     |                 |
|                                  | Eleonore von der Provence (engl. Eleanor of Provence) * um 1223 † ca. 25. Juni 1291    | 1236–1272                        | 20. Januar 1236         | Westminster Abbey                       | Heinrich III. (1216–1272) * 1. Oktober 1207 † 16. November 1272          | 14./20. Januar 1236 |                 |
|                                  | Eleonore von Kastilien (engl. Eleanor of Castile) * um 1241 † 28. November 1290        | 1272–1290                        | 19. August 1274         | Westminster Abbey                       | Eduard I. (1272–1307) * 17./18. Juni 1239 † 7. Juli 1307                 | 1. November 1254    |                 |
| zusammen mit Gemahl              | Eleonore von Kastilien (engl. Eleanor of Castile) * um 1241 † 28. November 1290        | 1272–1290                        |                         |                                         | Eduard I. (1272–1307) * 17./18. Juni 1239 † 7. Juli 1307                 | 1. November 1254    |                 |
|                                  | Margarete von Frankreich (engl. Margaret of France) * um 1279 † 14. Februar 1318       | 1299–1307                        | gekrönt Datum unbekannt | gekrönt Datum unbekannt                 | Eduard I. (1272–1307) * 17./18. Juni 1239 † 7. Juli 1307                 | 8. September 1299   |                 |
|                                  | Isabella von Frankreich (engl. Isabella of France) * um 1295 † 22. August 1358         | 1308–1327                        | 25. Februar 1308        | Westminster Abbey                       | Eduard II. (1307–1327) * 25. April 1284 † 21. September 1327             | 25. Januar 1308     |                 |
| zusammen mit Gemahl              | Isabella von Frankreich (engl. Isabella of France) * um 1295 † 22. August 1358         | 1308–1327                        |                         |                                         | Eduard II. (1307–1327) * 25. April 1284 † 21. September 1327             | 25. Januar 1308     |                 |
|                                  | Philippa von Hennegau (engl. Philippa of Hainault) * um 1314 † 14. August 1369         | 1328–1369                        | 18. Februar 1330        | Westminster Abbey                       | Eduard III. (1327–1377) * 13. November 1312 † 21. Juni 1377              | 24. Januar 1328     |                 |
|                                  | Anna von Böhmen (engl. Anne of Bohemia) * 11. Mai 1366 † 7. Juni 1394                  | 1382–1394                        | 22. Januar 1382         | Westminster Abbey                       | Richard II. (1377–1399) * 6. Januar 1367 † ca. 14. Februar 1400          | 20. Januar 1382     |                 |
|                                  | Isabella von Valois (engl. Isabella of Valois) * 9. November 1389 † 13. September 1409 | 1396–1399                        | 8. Januar 1397          | Westminster Abbey                       | Richard II. (1377–1399) * 6. Januar 1367 † ca. 14. Februar 1400          | 31. Oktober 1396    |                 |
| Nebenlinie: Haus Lancaster       |                                                                                        |                                  |                         |                                         |                                                                          |                     |                 |
|                                  | Johanna von Navarra (engl. Joan of Navarre) * 1370 † 9. Juli 1437                      | 1403–1413                        | 26. Februar 1403        | Westminster Abbey                       | Heinrich IV. (1399–1413) * 15. April 1367 † 20. März 1413                | 7. Februar 1403     |                 |
|                                  | Katharina von Valois (engl. Catherine of Valois) * 27. Oktober 1401 † 3. Januar 1437   | 1420–1422                        | 23. Februar 1421        | Westminster Abbey                       | Heinrich V. (1413–1422) * 16. September 1386 † 31. August 1422           | 2. Juni 1420        |                 |
|                                  | Margarete von Anjou (engl. Margaret of Anjou) * 23. März 1430 † 25. August 1482        | 1445–1461 und 1470–1471          | 30. Mai 1445            | Westminster Abbey                       | Heinrich VI. (1422–1461 und 1470–1471) * 6. Dezember 1421 † 21. Mai 1471 | 23. April 1445      |                 |
| Nebenlinie: Haus York            |                                                                                        |                                  |                         |                                         |                                                                          |                     |                 |
|                                  | Elizabeth Woodville (auch Elisabeth Wydeville) * um 1437 † 8. Juni 1492                | 1464–1470 und 1471–1483          | 26. Mai 1465            | Westminster Abbey                       | Eduard IV. (1461–1470 und 1471–1483) * 28. April 1442 † 9. April 1483    | 1. Mai 1464         |                 |
|                                  | Anne Neville (engl. Anne Neville) * 11. Juni 1456 † 16. März 1485                      | 1483–1485                        | 6. Juli 1483            | Westminster Abbey                       | Richard III. (1483–1485) * 2. Oktober 1452 † 22. August 1485             | 12. Juli 1472       |                 |
| zusammen mit Gemahl              | Anne Neville (engl. Anne Neville) * 11. Juni 1456 † 16. März 1485                      | 1483–1485                        |                         |                                         | Richard III. (1483–1485) * 2. Oktober 1452 † 22. August 1485             | 12. Juli 1472       |                 |
| Haus Tudor                       |                                                                                        |                                  |                         |                                         |                                                                          |                     |                 |
|                                  | Elizabeth of York * 11. Februar 1466 † 11. Februar 1503                                | 1486–1503                        | 24. November 1487       | Westminster Abbey                       | Heinrich VII. (1485–1509) * 28. Januar 1457 † 21. April 1509             | 18. Januar 1486     |                 |
|                                  | Katharina von Aragón (engl. Katherine of Aragon) * 16. Dezember 1485 † 7. Januar 1536  | 1509–1533                        | 24. Juni 1509           | Westminster Abbey                       | Heinrich VIII. (1509–1547) * 28. Juni 1491 † 28. Januar 1547             | 11. Juni 1509       |                 |
| zusammen mit Gemahl              | Katharina von Aragón (engl. Katherine of Aragon) * 16. Dezember 1485 † 7. Januar 1536  | 1509–1533                        |                         |                                         | Heinrich VIII. (1509–1547) * 28. Juni 1491 † 28. Januar 1547             | 11. Juni 1509       |                 |
|                                  | Anne Boleyn * 1501/1507 † 19. Mai 1536                                                 | 1533–1536                        | 1. Juni 1533            | Westminster Abbey                       | Heinrich VIII. (1509–1547) * 28. Juni 1491 † 28. Januar 1547             | 25. Januar 1533     |                 |
|                                  | Jane Seymour * um 1508 † 24. Oktober 1537                                              | 1536–1537                        | nie gekrönt             | nie gekrönt                             | Heinrich VIII. (1509–1547) * 28. Juni 1491 † 28. Januar 1547             | 30. Mai 1536        |                 |
|                                  | Anna von Kleve (engl. Anne of Cleves) * 22. September 1515 † 16. Juli 1557             | 1540                             | nie gekrönt             | nie gekrönt                             | Heinrich VIII. (1509–1547) * 28. Juni 1491 † 28. Januar 1547             | 6. Januar 1540      |                 |
|                                  | Catherine Howard * zw. 1521 und 1525 † 13. Februar 1542                                | 1540–1542                        | nie gekrönt             | nie gekrönt                             | Heinrich VIII. (1509–1547) * 28. Juni 1491 † 28. Januar 1547             | 28. Juli 1540       |                 |
|                                  | Catherine Parr * 1512 † 5. September 1548                                              | 1543–1547                        | nie gekrönt             | nie gekrönt                             | Heinrich VIII. (1509–1547) * 28. Juni 1491 † 28. Januar 1547             | 12. Juli 1543       |                 |
|                                  | Guildford Dudley * 1536 † 12. Februar 1554                                             | 1553 (Gemahl einer Gegenkönigin) | keine Krönung           | keine Krönung                           | Lady Jane Grey (Gegenkönigin 1553) * Oktober 1537 † 12. Februar 1554     | 21. Mai 1553        |                 |
|                                  | Philipp II. von Spanien (engl. Philip of Spain) * 21. Mai 1527 † 13. September 1598    | 1554–1558                        | keine Krönung           | keine Krönung                           | Maria I. (1553–1558) * 18. Februar 1516 † 17. November 1558              | 25. Juli 1554       |                 |

### Liste der Royal Consorts von England (1603–1707)
Ab 1603 wurden die Königreiche England und Schottland von einem Monarchen in Personalunion regiert und deren Ehegatten waren nun zugleich Royal Consorts von Schottland (für die vorangegangenen Royal Consorts von Schottland → siehe: Liste der Royal Consorts der schottischen Monarchen). Wilhelm III. (1689–1702) ist nicht zu den Royal Consorts zu zählen und dementsprechend hier nicht aufgelistet, da er, obwohl Ehegatte von Königin Maria II. (1689–1694), Tochter von Jakob II. (1685–1688), zusammen mit ihr und auch noch nach ihrem Tod als König von England herrschte.
| Royal Consort       | Royal Consort                                                                                             | Royal Consort | Krönung                                 | Krönung                                 | verheiratet mit                                           | verheiratet mit    | verheiratet mit |
| Bild                | Name | Dauer         | Datum                                   | Ort                                     | Name                                                      | Datum              | Bild            |
| ------------------- | --- | ------------- | --------------------------------------- | --------------------------------------- | --------------------------------------------------------- | ------------------ | --------------- |
| Haus Stuart         | |               |                                         |                                         |                                                           |                    |                 |
|                     | Anna von Dänemark (engl. Anne of Denmark) * 12. Dezember 1574 † 2. März 1619                              | 1603–1619     | 25. Juli 1603                           | Westminster Abbey                       | Jakob I. (1603–1625) * 19. Juli 1566 † 27. März 1625      | 20. August 1589    |                 |
| zusammen mit Gemahl | Anna von Dänemark (engl. Anne of Denmark) * 12. Dezember 1574 † 2. März 1619                              | 1603–1619     |                                         |                                         | Jakob I. (1603–1625) * 19. Juli 1566 † 27. März 1625      | 20. August 1589    |                 |
|                     | Henrietta Maria von Frankreich (engl. Henrietta Maria of France) * 15. November 1609 † 10. September 1669 | 1625–1649     | keine Krönung aber: als Queen anerkannt | keine Krönung aber: als Queen anerkannt | Karl I. (1625–1649) * 19. November 1600 † 30. Januar 1649 | 13. Juni 1625      |                 |
|                     | Katharina von Braganza (engl. Catherine of Braganza) * 25. November 1638 † 31. Dezember 1705              | 1662–1685     | keine Krönung                           | keine Krönung                           | Karl II. (1660–1685) * 29. Mai 1630 † 6. Februar 1685     | 21. Mai 1662       |                 |
|                     | Maria Beatrice von Modena (engl. Mary of Modena) * 5. Oktober 1658 † 7. Mai 1718                          | 1685–1701     | 23. April 1685                          | Westminster Abbey                       | Jakob II. (1685–1688) * 14. Oktober 1633 † 6. Sept. 1701  | 30. September 1673 |                 |
| zusammen mit Gemahl | Maria Beatrice von Modena (engl. Mary of Modena) * 5. Oktober 1658 † 7. Mai 1718                          | 1685–1701     |                                         |                                         | Jakob II. (1685–1688) * 14. Oktober 1633 † 6. Sept. 1701  | 30. September 1673 |                 |
|                     | Georg von Dänemark (engl. George of Denmark) * 2. April 1653 † 28. Oktober 1708                           | 1702–1707     | keine Krönung                           | keine Krönung                           | Anne (1702–1707) * 6. Februar 1665 † 1. August 1714       | 28. Juli 1683      |                 |